# María del Consuelo Valle Espinosa
María del Consuelo Valle Espinosa es una activista mexicana, brigadista  y sobreviviente del Movimiento de 1968 en México.

## Trayectoria
Ingresó a la Facultad de Ciencias de la UNAM en enero de 1968 y se integró al colectivo estudiantil El nuevo grupo. Distribuía la revista La hormiga que hacía el colectivo para hablar de temas de conciencia social.
Cuando empezó el movimiento del Consejo Nacional de Huelga se incorporó a diversas actividades como imprimir volantes y carteles en el mimeógrafo, así como el brigadeo en mercados y camiones. Además de participar en las marchas.

En una entrevista con Luchadoras habló de lo difícil que era para las mujeres incorporarse a la lucha estudiantil:
Las familias de esa generación eran familias que limitaban a las muchachas, que no permitían que estudiaran, que no permitían que salieran fácilmente a la calle o participaran, por eso la lucha de las mujeres, de las jóvenes del 68, ¡es ejemplar!
Posteriormente fue integrante del Partido Mexicano de los Trabajadores del cual fue la primera mujer candidata a la presidencia municipal de la ciudad de Puebla.
Es integrante de la Cooperativa Tosepan Titatanniske y académica.